# Sektensaurus sanjuanboscoi
Sektensaurus sanjuanboscoi es la única especie conocida del género extinto Sektensaurus (teh. "lagarto de la isla") es un género extinto de dinosaurio ornitópodo elasmario, que vivió a finales del período cretácico entre el Campaniense y el Maastrichtiense, hace aproximadamente 80 a 66 millones de años, en lo que es hoy Sudamérica. Su nombre significa "lagarto de isla", proveniente del término tehuelche sekten, "isla" y del griego saurus "lagarto". Fue hallado en rocas del Cretácico Superior en la Formación Lago Colhué Huapi en Argentina. La especie tipo y única conocida es S. sanjuanboscoi. Sektensaurus es el primer ornitópodo no hadrosáurido de la Patagonia central. El descubrimiento del género aumenta el conocimiento anatómico de los ornitópodos y agrega nuevos datos sobre la composición de las faunas de dinosaurios que vivieron en la Patagonia cercana a la Antártida a fines del Cretácico.

## Descripción
Sektensaurus es un euornitópodo de tamaño mediano, se estima en 4 metros de largo, 1,3 de alto y un paso de 200 kilogramo. Los descriptores pudieron identificar cinco características distintivas en 2019. Implica autapomorfias , propiedades inferidas únicas. En las vértebras, las facetas articulares tienen un labio de la pierna bien desarrollado. La parte inferior de las vértebras sacras es transversalmente estrecha, por lo que se forma una quilla en la primera vértebra sacra, pero la parte inferior de la última vértebra sacra es ancha. En la quinta vértebra sacra, las facetas de los procesos articulares posteriores tienen un borde delgado. En el húmero, la superficie inferior es casi plana con solo un surco muy débil. En el húmero, las cúspides articulares inferiores tienen casi el mismo tamaño.

## Descubrimiento e investigación
En 1993 hubo una bajante del nivel del agua del lago Colhué Huapi en la Patagonia. Varias islas se secaron cerca de la costa sureste donde se encontraron fósiles, incluidos huesos de euornitópodos. Estos fueron reportados en la literatura en 2003 y 2010. En años posteriores, el lago en su conjunto casi se secó. Además, se encontraron huesos y todos esos restos fueron reconocidos como pertenecientes a un solo esqueleto de una nueva especie de Euornithopoda.
En 2019, la especie tipo Sektensaurus sanjuanboscoi fue nombrada y descrita por Lucio M. Ibiricu, Gabriel A. Casal, Rubén Dario Martínez, Marcelo Luna, Juan I. Canale, Bruno N. Álvarez y Bernardo González Riga. El nombre del género se deriva del término tehuelche sekten, "isla". El nombre específico honra a la Universidad Nacional de la Patagonia San Juan Bosco, la institución a la que la mayoría de los autores han estado asociados.
El holotipo, UNPSJB-PV 1054, fue encontrado en una capa de la formación del Lago Colhué Huapi que data del Coniaciense al Maastrichtiense. Anteriormente se veía como parte de la formación Bajo Barreal. Consiste en un esqueleto parcial con cráneo. Se conservan un hueso frontal izquierdo, un arco vertebral de la espalda, tres cuerpos vertebrales de la espalda, tres vértebras sacras fusionadas, dos vértebras sacras separadas, ocho vértebras de la cola, el húmero, un radio derecho, la parte superior del fémur derecho, y las partes superiores de la tibia izquierda y el peroné izquierdos. Los fósiles no estaban relacionados. Es un animal joven que debe haber estado cerca del tamaño adulto. Previamente se describieron los especímenes UNPSJB-PV 973, un hueso iliaco izquierdo, y UNPSJB-PV 960, piezas del esqueleto postcraneal. Estos se consideraron parte del holotipo en 2019.

## Clasificación
Sektensaurus se colocó en Iguanodontia en 2019. Debido a que se desconoce mucha información sobre Sektensaurus, las características que se pudieron determinar se ingresaron en una matriz cladística simplificada con solo unas pocas especies. Cayó como una especie hermana de Tenontosaurus. Sin embargo, esto solo tenía la intención de ser una determinación muy aproximada de la posición filogenética e incluso este resultado fue respaldado débilmente. La única característica que comparten Sektensaurus y Tenontosaurus es tener cuatro o cinco vértebras sacras.
Una consideración más cualitativa llevó a los autores a considerar que Sektensaurus bien podría ser un miembro de Elasmaria, un clado de euornitópodos más pequeños conocidos de Gondwana. Elasmaria puede incluir Anabisetia, Morrosaurus, Trinisaura, Talenkauen, Macrogryphosaurus y Notohypsilophodon. No se puede establecer para la mayoría de las sinapomorfias de ese clado si también existen en Sektensaurus. Sin embargo, comparte las características de una cresta deltopectoral reducida del húmero, una diáfisis del húmero curvada hacia afuera y un borde externo pellizcado transversal del trocánter mayor del fémur.